# Thuja aphylla
Thuja aphylla là một loài thực vật hạt trần trong họ Cupressaceae. Loài này được L. mô tả khoa học đầu tiên năm 1755.